# Gied Joosten

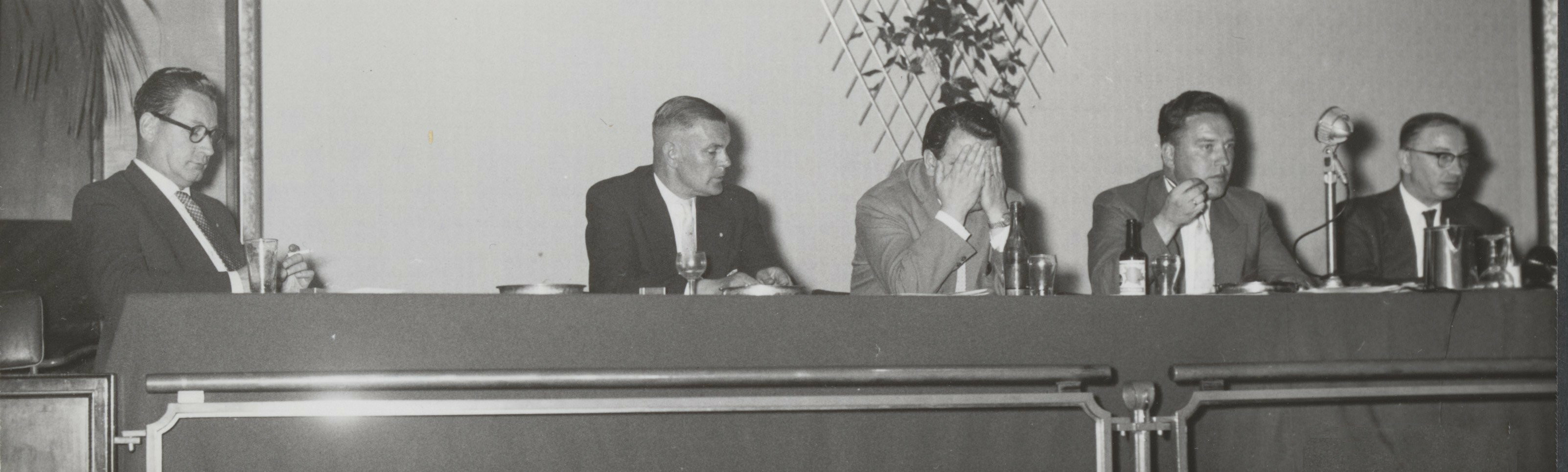
Gied Joosten, midden met handen voor het hoofd, tijdens een KNVB-vergadering in 1957

Egidius Maria (Gied) Joosten  (Heerlen, 13 november 1921 – Maastricht, 3 oktober 1993) was een Nederlands voetbalbestuurder die vooral bekend is als oprichter van de eerste Nederlandse betaaldvoetbalclub Fortuna '54 en als voorzitter van de Nederlandse Beroeps Voetbalbond (NBVB).
Joosten studeerde af als civiel ingenieur aan de Technische Hogeschool in Delft. Tijdens de Tweede Wereldoorlog nam hij actief deel aan het verzet tegen de Duitse bezetter. Na de oorlog bouwde hij een succesvolle carrière op als aannemer in Heerlen. Hij was eigenaar van het bouwbedrijf Vasco. Als toeschouwer bij de watersnoodwedstrijd tussen Nederland en Frankrijk (op 12 maart 1953) kwam Joosten in aanraking met profvoetbal.
Op 1 juni 1954 richtte hij in Geleen de eerste Nederlandse betaaldvoetbalclub Fortuna '54 op. Joosten was daarnaast voorzitter van de Nederlandse Beroeps Voetbalbond. Deze bond begon in september 1954, geheel tegen de wil van de KNVB, een eigen betaald voetbalcompetitie. 
Op 28 november werden zowel de NBVB-competitie als de KNVB-competitie stilgelegd omdat de NBVB en KNVB tot een akkoord waren gekomen om samen door te gaan met betaald voetbal in Nederland. Een gezamenlijke competitie ging van start. Fortuna '54 was op het moment van afbreken lijstaanvoerder van de NBVB-competitie.
Joosten bleef voorzitter van Fortuna '54 en de club behaalde successen, mede door het aantrekken van bekende Nederlandse voetballers die successen in het buitenland behaalden. In het seizoen 1956/57 werd de ploeg tweede in de competitie en won het de beker. Ook in 1964 werd de beker gewonnen. 
In 1966 ging het bouwbedrijf van Joosten failliet waardoor ook Fortuna geraakt werd. De club zakte weg en fuseerde in 1968 met streekgenoot Sittardia. Hieruit ontstond Fortuna SC (later Fortuna Sittard genoemd).